# За шкуру полицейского
«За шкуру полицейского» (фр. Pour la peau d'un flic) — французский кинофильм, исполнителем главной роли и режиссером которого был Ален Делон. Экранизация романа Жана-Патрика Маншетта «Сколько костей!».

## Сюжет
Пожилая дама нанимает бывшего полицейского Шука́ , чтобы расследовать исчезновение её слепой дочери Марты. Но женщину убивают неизвестные в центре Парижа до того, как она успевает сообщить детективу важную информацию. Вместе с отставным комиссаром Эйманном и своей секретаршей Шарлоттой Шука́ пытается распутать дело, где замешаны разные полицейские службы и наркоторговцы. Во время расследования на Шука́ в квартире жертвы нападает некто Прадье́; Шука́ убивает его, но сообщнику удаётся скрыться. Возвратившись домой, Шука́ попадает в засаду, устроенную неким комиссаром Мадрие́. Он убивает его, и в результате теперь за ним охотится не только таинственная банда, но и полиция.
Затем похищают секретаршу Шука́, которую он спасает от смерти в последний момент. Шука́ выясняет, что им манипулирует полицейский комиссар Коччиоли, направляя против своих коррумпированных коллег. Шука́ рискует жизнью, чтобы выяснить истину и разоблачить банду. В последний момент его спасают полицейские во главе с Коччиоли.

## В ролях
- Ален Делон — частный детектив Шука
- Анн Парийо  — Шарлотта, секретарша Шука
- Мишель Оклер (фр.)  — Эйманн/Тарпон
- Мирей Дарк — девушка на переходе (нет в титрах)

## Прокат
Фильм вышел на экраны 9 сентября 1981 года. За две недели проката было продано около 400 000 билетов. Всего во Франции было продано 2 377 084 билета.